# 미니막스
미니막스(영어: MiniMAX)는 동아제약에서 1984년에 출시한 어린이 건강기능식품이다. 2020년 5월 19일 ‘미니막스 정글’로 브랜드 리뉴얼됐으며, 2019년 12월 어린이 성장 발달을 목표로 설립된 동아제약 어린이 건강연구센터에서 개발을 담당했다. 제품의 주 제형은 츄어블 젤리이며, 라인업은 미니막스 정글 멀티비타민 미네랄, 미니막스 정글 칼슘비타민D, 미니막스 정글 프로바이오틱스아연, 미니막스 정글 오메가-3 DHA EPA, 미니막스 정글 프로바이오틱스 아연, 미니막스 정글 비타민C, 미니막스 정글 비타민D, 미니막스 정글 프로폴리스를 포함하여 총 7종이다.

## 역사
동아제약은 1984년 1월 미니막스 출시를 통해 시장에 첫 진출하였다. 당시 미니막스는 손오공 캐릭터와 ‘커져라, 세져라’라는 광고 문구로 소비자 사이에서 큰 인기를 끌었다. 1989년 3월 출시 5년 2개월만 한국어린이재단과 협력으로 실종아동 찾기 캠페인을 TV광고 및 신문광고를 통해 공개하였다. 약 36년 뒤인 2020년에는 어린이 성장 발달을 목표로 설립된 동아제약 어린이 건강연구센터에 의해 ‘미니막스 정글’로 브랜드 리뉴얼됐다.

## 디자인
- 제품 디자인 : 토이 백 형태의 Eco Package로 구성된다. 각 제품은 미니막스 정글 캐릭터가 그려진 봉지 형태로 개별 포장된다.

- 브랜드 캐릭터 : 미니막스 정글의 캐릭터는 라이니(사자), 기리온(기린), 몽타이(원숭이), 토코란(왕부리새), 히포핑(하마), 리노쉬(코뿔소), 크로콜 & 콜키(악어) 등 총 7종이다.

## 같이 보기
- 동아제약